# Aeronautica dell'Africa Orientale
Operava nell'Africa Orientale Italiana.
Dal 1 febbraio al 5 settembre 1935 il Comando aeronautica dell'Africa orientale italiana è comandato da Ferruccio Ranza, dal 5 settembre 1935 all'agosto 1936 dal Generale di Brigata Mario Ajmone Cat, dal 14 agosto 1936 da Pietro Pinna Parpaglia fino al 4 dicembre e poi da Aurelio Liotta.
Dal maggio 1937 era al comando di Gennaro Tedeschini Lalli e dal dicembre 1939 torna al comando di Pietro Pinna Parpaglia ad Addis Abeba (poi Aeroporto di Addis Abeba-Bole).
Dall'ottobre 1936 al settembre 1937 il settore est era sotto la responsabilità di Renato Sandalli.
Dal luglio 1937 al dicembre 1939 il Sottocapo di Stato Maggiore era Pietro Piacentini.
L'ordine di battaglia al 10 giugno del 1940 era:
- Comando settore aeronautico nord (Asmara)
  - 26º Gruppo o XXVI Gruppo Bombardieri (Bis), Caproni Ca.133 (Aeroporto di Gondar)
    - 11ª Squadriglia (Gondar, 6 CA 133))
    - 13ª Squadriglia (Bahar Dar, 6 CA 133)

  - 27º Gruppo o XXVII Gruppo Bombardieri (Bis), Caproni Ca.133 (Aeroporto di Assab)
    - 18ª Squadriglia (6 CA 133)
    - 52ª Squadriglia (6 CA 133)
    - 118ª Squadriglia (6 SM 81)

  - 28º Gruppo o XXVIII Gruppo Bombardieri (Bis), Savoia-Marchetti S.M.81 (Zula)
    - 10ª Squadriglia (6 SM 81)
    - 19ª Squadriglia (6 SM 81)

  - 29º Gruppo o XXIX Gruppo Bombardieri (Bis), Savoia-Marchetti S.M.81 (Assab) 
    - 62ª Squadriglia (6 SM 81)
    - 63ª Squadriglia (6 SM 81)

  - Gruppo "Gasbarrini" (Aeroporto di Agordat)
    - 41ª Squadriglia Bombardamento Terrestre (6 CA 133)
    - Squadriglia Stato Maggiore "Nord" (6 CA 133)

  - 412ª Squadriglia Autonoma Caccia Terrestre, 9 Fiat C.R.42 (Aeroporto Internazionale di Massaua)
  - 413ª Squadriglia Autonoma Caccia Terrestre, 9 Fiat C.R.42 (Assab)
  - 414ª Squadriglia Autonoma Caccia Terrestre, 6 Fiat C.R.42 (Gura (Eritrea))
- Comando settore aeronautico Ovest (Addis Abeba) Il settore venne istituito il 1º maggio 1937. Dal 1º settembre successivo le basi di Giggiga e Dire Daua passarono sotto il Comando del settore Ovest.
  - 4º Gruppo Bombardamento Terrestre (Bis) (4º Gruppo volo), Savoia-Marchetti S.M.81 (Aeroporto di Dire Dawa)
    - 14ª Squadriglia, (6 SM 81)
    - 15ª Squadriglia, (6 SM 81)

  - 44º Gruppo o XLIV Gruppo Bombardamento Terrestre (Bis), Savoia-Marchetti S.M.79 (Aeroporto di Dire Dawa)
    - 6ª Squadriglia (6 SM 79)
    - 7ª Squadriglia (6 SM 79)

  - 49º Gruppo o XLIX Gruppo Bombardamento Terrestre, Caproni Ca.133 (Aeroporto di Gimma)
    - 61ª Squadriglia (6 CA 133)
    - 64ª Squadriglia (6 CA 133)

  - Squadriglia Stato Maggiore "Centrale" (Addis Abeba, 6 CA 133)
  - 65ª Squadriglia Autonoma Bombardamento Terrestre (Aeroporto di Neghelli, 6 CA 133)
  - 66ª Squadriglia Autonoma Bombardamento Terrestre (Javello, 3 CA 133)
  - 110ª Squadriglia Autonoma Ricognizione Terrestre (9 IMAM Ro.37 Bis Dire Daua)
  - 410ª Squadriglia Caccia (9 Fiat C.R.32 Dire Daua)
  - 411ª Squadriglia Caccia (9 Fiat CR 32 Addis Abeba)
- Comando settore aeronautico sud (Mogadiscio poi Aeroporto Internazionale Aden Adde)
  - 25º Gruppo o XXV Gruppo Bombardieri (Bis), Caproni Ca.133 (Gabuen)
    - 8ª Squadriglia (Gabuen, 6 CA 133)
    - 9ª Squadriglia (Lugh Ferrandi (Aeroporto di Lugh Ganane), 6 CA 133)

  - Squadriglia Stato Maggiore "Sud", 7 Caproni Ca.133 (Mogadiscio)